# Brunfelsia latifolia
Brunfelsia latifolia är en potatisväxtart som först beskrevs av Johann Baptist Emanuel Pohl, och fick sitt nu gällande namn av George Bentham. Brunfelsia latifolia ingår i släktet Brunfelsia och familjen potatisväxter. Inga underarter finns listade i Catalogue of Life.

## Bildgalleri

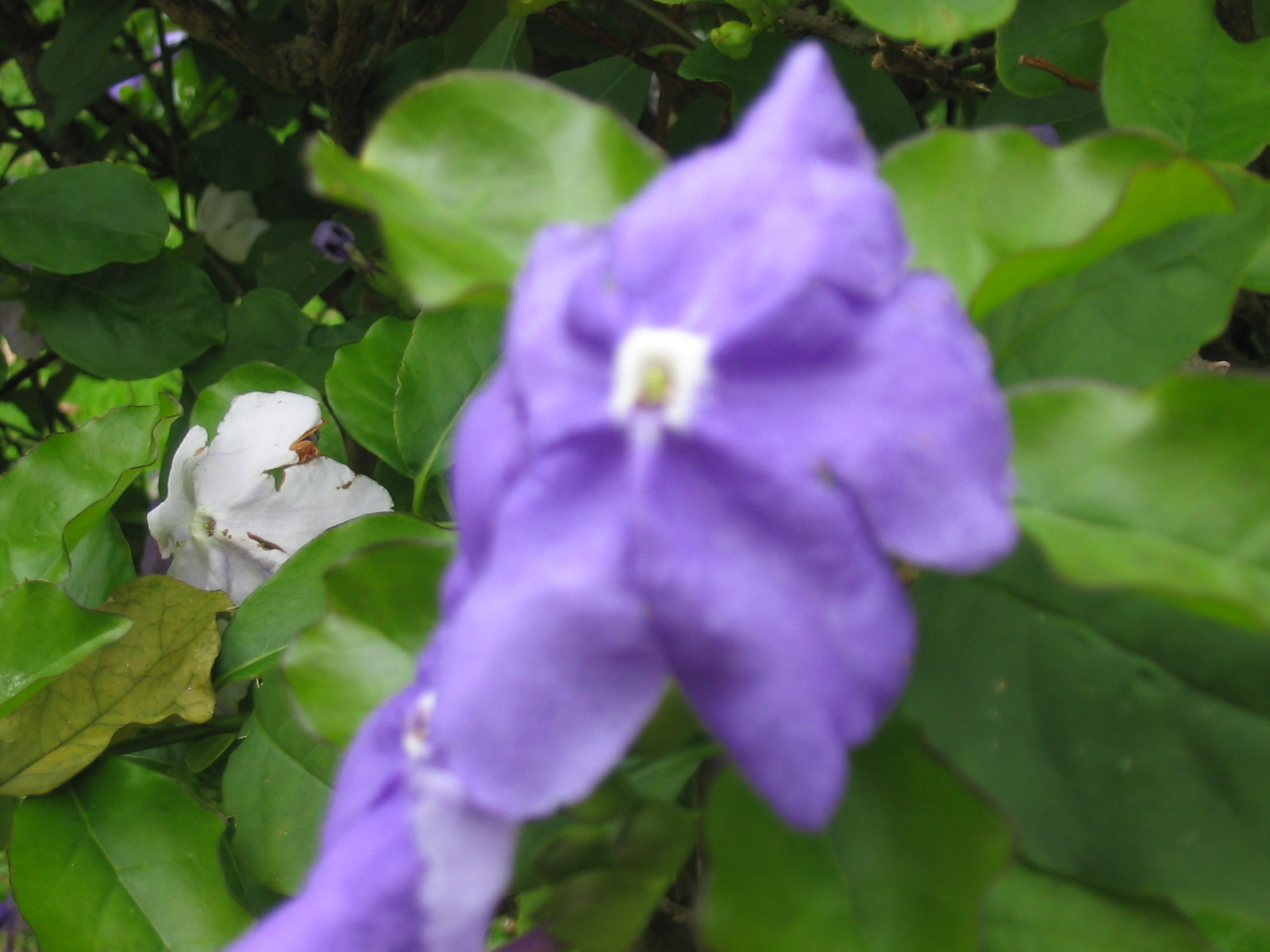
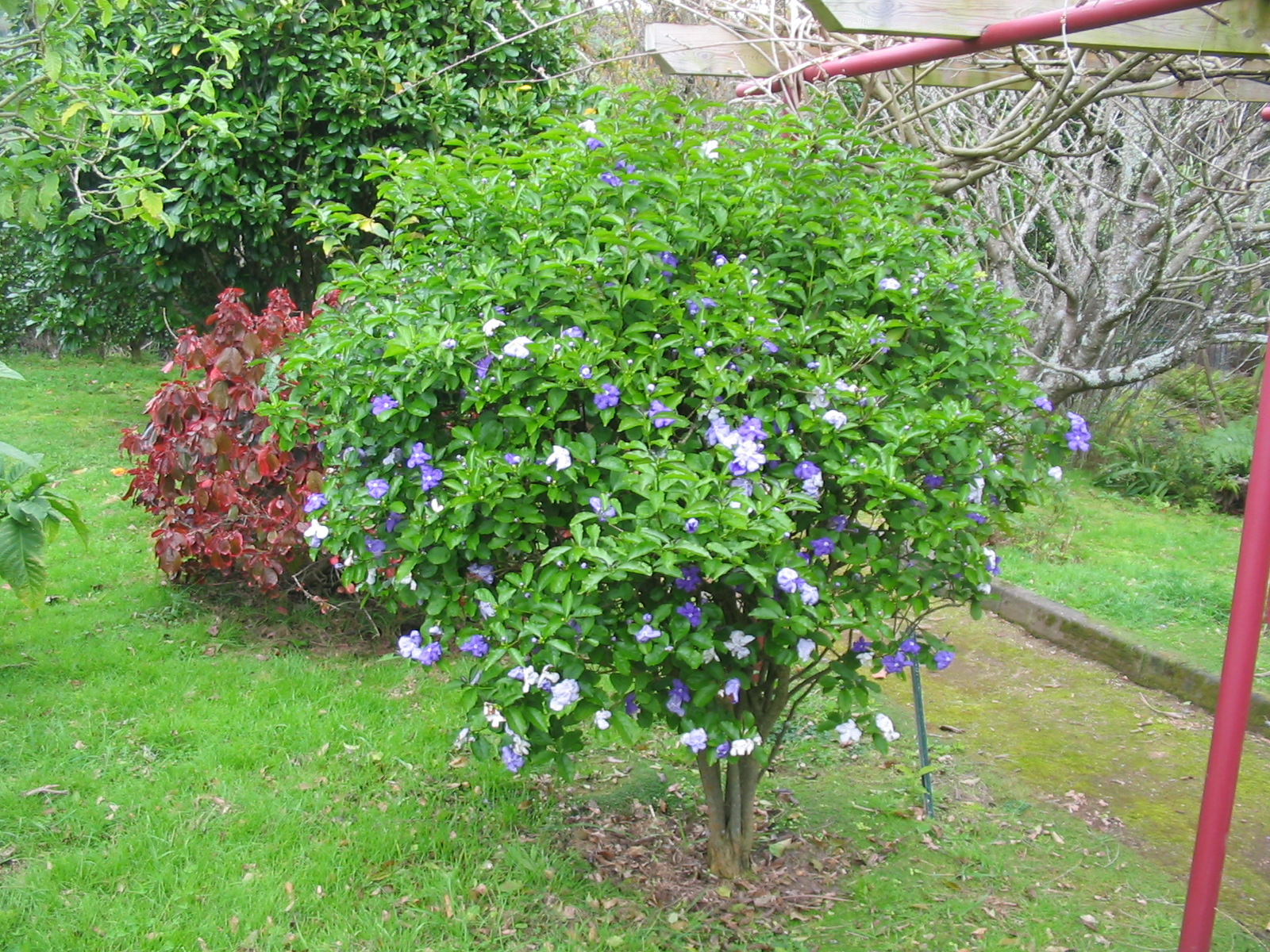
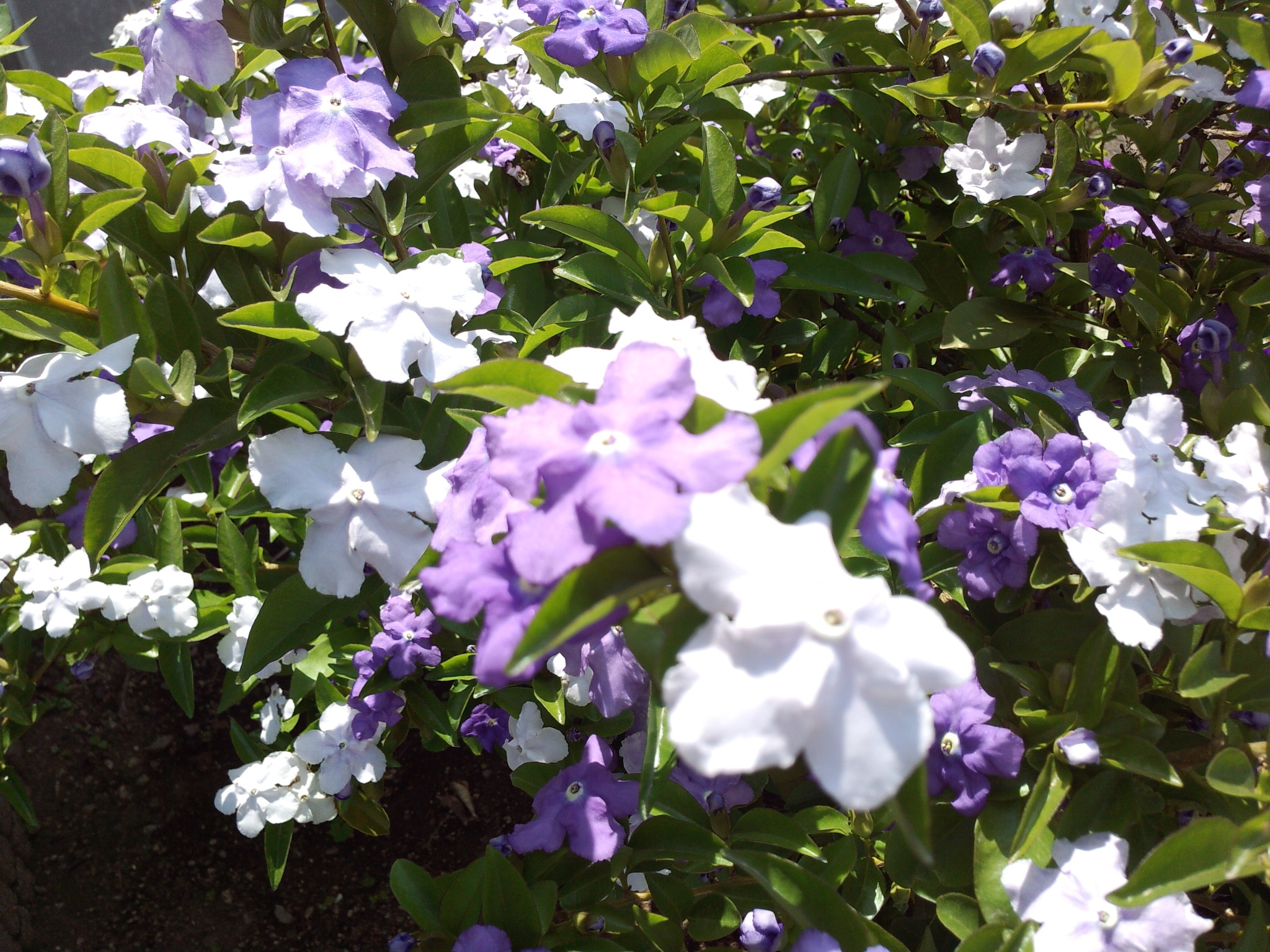